# Mare de Déu de Blaquernes
La Mare de Déu de Blaquernes (grec medieval: Θεοτόκος των Βλαχερνών, Theotokos ton Vlakhernon) o Blaquernitissa (grec: Βλαχερνίτισσα, Vlakhernítissa) és una icona de la Mare de Déu venerada en el cristianisme ortodox. Fou portada de Constantinoble a Rússia el 1653 com a obsequi per a Aleix, tsar de Rússia. És una representació de tipus hodegetria feta amb ceromàstic, una tècnica poc comuna.
Els creients li atribueixen la capacitat de fer miracles. Les seves festivitats són el 15 de juliol (2 de juliol en el calendari julià), festa de la Deposició del Vel de la Mare de Déu, el 7 de juliol en el calendari julià) i el Dissabte de l'Acatist (cinquè dissabte de Quaresma).
De manera més general, el nom també es pot referir a altres icones de la Mare de Déu conservades a l'església de la Mare de Déu de Blaquernes i altres temples al llarg dels segles.

## Història
La Mare de Déu de Blaquernes és una de diverses icones pintades, segons la tradició, per Lluc l'Evangelista. Originàriament hauria estat conservada a Antioquia, ciutat natal de Lluc, abans de ser traslladada a Jerusalem. El 439 hauria estat una de les relíquies cristianes portades a Constantinoble per l'emperadriu Èlia Eudòxia, oferta a Pulquèria (germana de l'emperador Teodosi II el Jove) i dipositada a l'església de Santa Maria de Blaquernes, d'on li ve el nom.